# Universidade do Sul de Santa Catarina
A Universidade do Sul de Santa Catarina (UniSul), fundada em 1964, é uma instituição comunitária de educação superior sem fins lucrativos. A instituição oferece uma ampla variedade de programas acadêmicos, incluindo cursos de graduação, especialização, MBA, mestrado e doutorado. Além disso, por meio do Colégio Dehon, a UNISUL também disponibiliza educação nos níveis fundamental, médio e preparatório para o vestibular, abrangendo todas as etapas da educação.
Integrante do ecossistema Ânima Educação desde 2021, a UniSul foi premiada em 2021 na 17.ª edição do ranking Campeãs de Inovação, regional Sul do Brasil, tendo sido considerada a universidade mais inovadora de Santa Catarina e a terceira maior do Sul do Brasil na categoria Ensino e Pesquisa. Também em 2021, a UniSul classificou-se em primeiro lugar entre as instituições de ensino superior privadas de Santa Catarina, segundo o ranking da revista inglesa Times Higher Education, afiliada ao jornal The Times, em avaliação de universidades da América Latina e do Caribe.